# Methydata
Methydata là một chi bướm đêm thuộc họ Geometridae.